# Okrug Broome, New York
Okrug Broome (engleski: Broome County) je okrug u američkoj saveznoj državi New York. Prema popisu stanovništva iz 2000. godine, u ovom okrugu živi nešto više od 200.000 stanovnika. Okrug je nazvan po Johnu Broomeu koji je bio guverner u vrijeme kada je ovaj okrug osnovan početkom 19. stoljeća. Sjedište okruga je Binghamton koji je i najveći grad u ovom okrugu.

## Zemljopis
Okrug Broome nalazi se na jugu središnjeg dijela države New York, na granici s državom Pennsylvanijom.
Okruzi koji graniče s Broomeom su:
- Okrug Chenango, New York - na sjeveru
- Okrug Delaware, New York - na jugu
- Okrug Wayne, Pennsylvania - na jugoistoku
- Okrug Susquehanna, Pennsylvania - na jugu
- Okrug Tioga, New York - na zapadu
- Okrug Cortland, New York - na sjeverozapadu

## Stanovništvo
Prema popisu stanovništva iz 2000. godine, u okrugu Broome živjelo je 200.536 osoba u 80.749 kućanstva. 91,33% stanovništva okruga čine bijelci. Glavne etničke skupine su : Irci (16,1%), Talijani (13,3%), Nijemci (12,3%) i Englezi (11,6%).

## Vanjske poveznice
- Službena stranica okruga